# Anne van de Wiel
Anne van de Wiel, née le 4 juin 1997, est une athlète néerlandaise spécialiste des épreuves de sprint.

## Biographie
Elle remporte la médaille d'or du relais 4 × 400 m aux championnats d'Europe de Rome après sa participation aux séries.

## Palmarès
| Date | Compétition           | Lieu | Résultat | Epreuve   | Temps                    |
| ---- | --------------------- | ---- | -------- | --------- | ------------------------ |
| 2024 | Championnats d'Europe | Rome | 1re      | 4 × 400 m | Participation aux séries |

## Records
| Épreuve | Performance | Lieu      | Date        |
| ------- | ----------- | --------- | ----------- |
| 400 m   | 52 s 54     | Bruxelles | 25 mai 2024 |